# Ignaz Moscheles
Ignaz Moscheles (Praag, 23 mei 1794 – Leipzig, 10 maart 1870) was een Boheemse componist, pianovirtuoos, dirigent en muziekpedagoog.
Hij werd geboren in Praag, studeerde er aan het Conservatorium en later in Wenen onder Johann Albrechtsberger (1736-1809) en Antonio Salieri (1750-1825). Rond 1810 kwam hij daar in contact met Ludwig van Beethoven en hij speelde onder meer mee in de première van Beethovens Wellingtons Sieg. Hij maakte ook een transcriptie voor pianoforte van de ouverture van Beethovens opera Fidelio en kreeg snel een grote bekendheid in Weense muzikale kringen.
Van 1816 tot 1821 reisde hij door Europa en trad onder andere op in Dresden, Amsterdam, Brussel, Parijs en Londen. In 1821 vestigde hij zich in Londen waar zowel zijn klaviertechniek als zijn composities een hoogtepunt bereikten. Uit deze periode dateren onder meer zijn symfonie op. 81, zijn pianoconcerti nrs 4-8 en een groot aantal werken voor pianoforte. Over de pianotechniek publiceerde hij samen met François-Joseph Fétis in 1837 de Méthode des Méthodes des Pianistes, een bundel studiewerken voor piano waaraan verschillende klaviervirtuozen meewerkten, onder meer Chopin. In Londen leidde hij als dirigent ook veel concerten van het orkest van de London Philharmonic Society.
In 1846 nam hij op uitnodiging van zijn vriend Felix Mendelssohn Bartholdy de leiding aan van de piano-afdeling aan de Hochschule für Musik und Theater "Felix Mendelssohn Bartholdy" te Leipzig. Omdat hij zijn virtuoze techniek voelde achteruitgaan, trad hij nog slechts zelden in het openbaar op, maar hij bleef componeren en was bevriend met onder meer Franz Liszt en Gioacchino Rossini.
Moscheles was een van de grootste pianovirtuosen van zijn tijd en wordt beschouwd als de grootste pianist na Johann Nepomuk Hummel en vóór Frédéric Chopin en Franz Liszt.
Hij componeerde een symfonie, acht pianoconcerti, verschillende kamermuziekwerken, pianosonates waaronder de briljante Grosse Sonata für das Pianoforte (op. 41), en vele andere werken.
Van zijn pianostudies worden de Études Characteristique, op.95 en de Vingt-Quatre Études de Perfectionnement, op.70 nog steeds gebruikt.